# Regimentul Neagoe Basarab No. 38
 Regimentul Neagoe Basarab No. 38 a fost o unitate de infanterie, de nivel tactic, din trupele permanente ale Armatei României. Unitatea a fost înființată la 1/13 octombrie 1911 și desființată la 19 august 1945. Pe tot parcursul existenței sale a făcut parte din organica Brigăzii 20 Infanterie, fiind dislocat la pace în garnizoana Brăila. La mobilizare, regimentul constituia încă o unitate, Regimentul 78 Infanterie, din rezerviști proveniți din Cercul de recrutare „Brăila”.
Regimentul a participat la campania din Al Doilea Război Balcanic, din 1913 sub comanda colonelului Alexandru Cratero, acționând în cadrul Corpului V Armată, în regiunea orașului Dobrici, din Cadrilater.
Regimentul 38 Infanterie a participat la acțiunile militare pe Frontul Român, pe toată perioada Primului Război Mondial, între 14/27 august 1916 - 28 ocotmbrie/11 noiembrie 1918.
La intrarea în război, regimentul a fost comandat de colonelul Alexandru Bacalbașa. Începând cu 24 august/6 septembrie 1916, a participat la acțiunile militare din Dobrogea, în cadrul Diviziei 9 Infanterie, iar începând cu 13/26 octombrie în cadrul Diviziei 9/19 Infanterie, participând la Operația de pe Ageș și Neajlov.
Ca urmare a pierderilor suferite, în cadrul procesului de reorganizare a armatei de la începutul anului 1917 regimentul este trecut în refacere, revenind în oraganica Brigăzii 20 Infanterie. În campania din anul 1917, Regimentul 38 Infanterie  a participat la acțiunile militare în dispozitivul de luptă al Diviziei 10 Infanterie, luând parte la Bătălia de la Mărășești. În această campanie, regimentul a fost comandat de locotenent-colonelul Gheorghe Cornescu.
În iunie 1941, Regimentul 38 Infanterie a fost mobilizat , participând efectiv la lupte începând cu data de 17 septembrie 1941. Participă la acțiunile militare din Al Doilea Război Mondial până la finalul acestuia, fiind desființat la data de 19 august 1945.
Pentru modul cum a luptat regimentul în Primul Război Mondial, drapelul de luptă al acestuia a fost decorat cu Ordinul „Steaua României”, cu panglică de Virtutea Militară. De asemenea un număr de ofițeri au fost decorați cu cea mai înaltă distincție de război - Ordinul „Mihai Viteazul”, în ambele războaie mondiale.
De-a lungul timpului, o serie de personalități civile și militare au servit în cadrul regimentului, cei mai cunoscuți fiind generalii Gheorghe Avramescu și Ioan Dumitrache sau oamenii de cultură Nae Ionescu și Dumitru S. Panaitescu- Perpessicius. 

## Înființare

### Unități precursoare

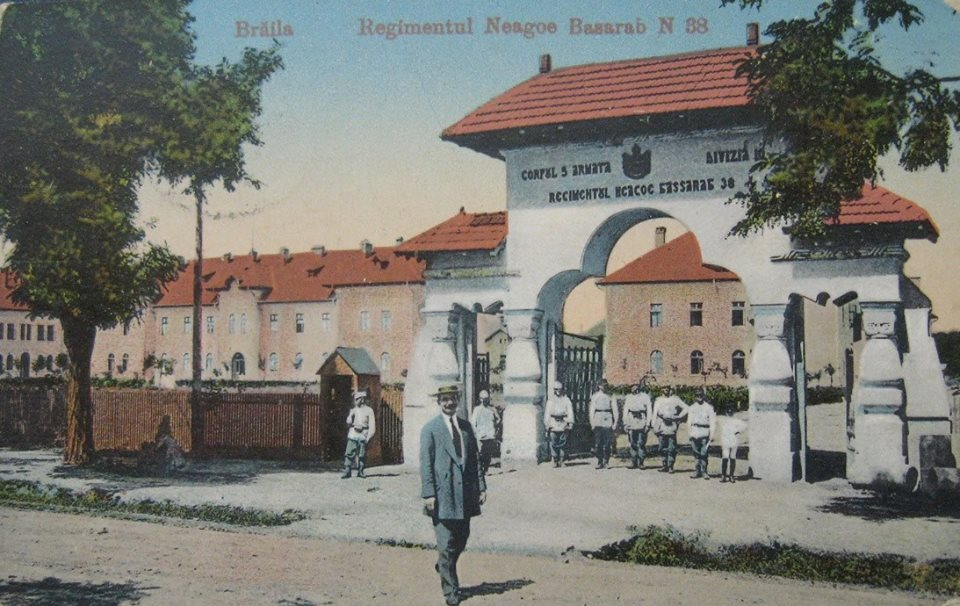
Cazarma regimentului din Brăila

Fiind județul cel mai slab populat al Vechiului Regat, județul Brăila nu a putut genera suficienți recruți anual pentru nevoile unui regiment al armatei permanente, motiv pentru care aici exista doar un regiment de rezervă Regimentul 32 Dorobanți, între 1882-1908. Odată cu reorganizarea armatei din 1908, Regimentul 32 Dorobanți a fost transformat în unitate de infanterie a armatei permanente, primind denumirea de Regimentul Mircea No. 32 și schimbându-i-se garnizoana la Ploiești.:pp. 16-22
În tot acest timp, județul Brăila asigura recruții pentru Compania 11 - dislocată la Brăila și Compania 12 - dislocată la Viziru, din Batalionul III al Regimentul Siret No. 11. În aceeași perioadă, în Brăila mai erau dislocate, Regimentul 3 Artilerie și Regimentul 11 Călărași.:pp. 99-173
În cadrul măsurilor de reorganizare a armatei, în anul 1910 s-a decis înființarea Corpului V de Armată, cu sediul la Constanța, format dintr-o divizie activă - Divizia 9 Infanterie și o divizie de rezervă - Divizia 10 Infanterie, dislocată la Tulcea. Prin Înaltul Decret Regal nr. 1245 din 2 aprilie 1911, s-a decis activarea Diviziei 10 Infanterie, având ca teritoriu de recrutare județele județul Ialomița și județul Brăila.
Noua mare unitate avea să ia în subordine unitățile de infanterie din aceste județe, inclusiv Regimentului Neagoe Basarab No. 38, cu garnizoana la Brăila, a cărui înființare începând cu 1/13 octombrie 1911 fusese stabilită prin Înaltul Decret Regal nr. 1195 din 31 martie 1911.:p. 311:p. 23

### Primii ani
Asupra raportului ministrului Nostru secretar de Stat la departamentul de răsboiu sub No. 11.202 bis;

Având în vedere legea pentru organizarea armatei;

Având în vedere legea bugetară pe exercițiul 1911—1912,

Am decretat și decretăm :

Art. III.-Pe ziua de 1 Octomvrie se crează următoarele unități :

În infanterie: a) 4 regimente și anume :

Un regiment care primește numele Neagoe Basarab No., 38, cu reședința la Brăila, aparținând Diviziei X-a (Corpul V Armată); acest regiment se va recruta din districtul de recrutare Brăila; ....

Art. VII și cel din urmă - Ministru Nostru secretar de Stat la depatamentul de războiu este însărcinat cu executarea decretului de față.

Dat în București, la 31 martie 1911

CAROL

Ministru de răsboiu,
N. FILIPESCU
La data de 1 octombrie 1911, în garnizoana Brăila, comandantul Diviziei 10 Infanterie, generalul de brigadă Toma Constantinescu, dădea citire Înaltelor Decrete Regale nr. 1.196 - prin care se înființa Regimentul 38 Infanterie „Neagoe Basarab”, încadrat în organica Brigăzii 20 Infanterie (Tulcea) din Divizia 10 Infanterie,:p. 13 și Î.D. 3133 prin care era numit comandantul regimentului, în persoana locotenent-colonelului Ioaneli Popescu din Regimentul Ștefan cel Mare No.13, care anterior îndeplinise până atunci funcția de șef de stat major al Diviziei 3 Infanterie.:p. 679:p. 192 Regimentul era format din două batalioane de infanterie permanente și un batalion de rezervă. Comandant al regimentului era locotenent-colonelul Ioaneli Popescu iar ajutor maiorul Ioan Racoviță. Batalioanele erau comandate de maiorii Nicolae Niță, Justinian Ionescu și căpitanul Alexandru Constantinescu.:p. 118
Noului regiment i s-a alocat ca district de recrutare și mobilizare, județul Brăila.:p. 311:p. 23 Districtul de recrutare Brăila împreună cu Biroul de recrutare si mobilizare Brăila, formau Cercul teritorial No. 38, care cuprindea patru subcercuri de recrutare: nr.1 Brăila, nr.2. Viziru, nr.3 Ianca și nr. 4 Tătaru, fiecare dintre ele având un număr de comune arondate. :p. 477
Corpul de cadre al comandamentului regimentului, districtului de recrutare și Batalionului I a fost asigurat prin mutări ale ofițerilor din unități de infanterie din județele vecine: Regimentul Buzău No. 8, Regimentul Râmnicu Sărat No. 9, Regimentul Putna No.10 și Regimentul Siret No. 11. Pentru încadrarea Batalionului II au fost mutați ofițeri din Regimentul Vlașca No. 5, cu sediul în Giurgiu. Primii ofițeri au fost mutați prin Înaltul Decret nr. 3132 din 5 octombrie 1911.:pp. 680-689:p. 67
În cuvântul adresat cu ocazia, ceremoniei de înființare, primul comandant al regimenului, locotenent-colonelul Ioaneli Popescu a adresa militarilor unității următoarele cuvinte: 
„Avem cu toții datoria să nu știrbim cu nimic din poruncile istoriei noastre, să fim demni și vrednici de moștenirea lăsată de înaintași, de tradițiile noastre de luptă, să ne iubim în cinste țara și neamul. Să nu uitați niciodată că faceți parte dintr-o unitate a armatei române, că sunteți ostașii Regimentului „Neagoe Basarab”, că aparțineți țării și trebuie să o slujiți cu devotament și spirit de sacrificiu când va fi în primejdie.”:p. 14
Regimentul a primit drapelul de luptă la data de 10 mai 1912. :p. 160 Prin aplicarea învățămintelor reultate în urma participării Armatei României la campania din Al Doilea Război Balcanic, din 1913, s-a decis transformarea celor 40 de batalioane de infanterie de rezervă în regimente de infanterie având un nucleu permanent iar grosul forțelor urmând a fi asigurate prin mobilizare. Astfel Batalionul III al regimentului s-a transformat în Regimentul 78 Infanterie. :p. 220
Astfel, începând cu 1 aprilie 1914 regimentul era organizat pe două batalioane permanente și o companie de mitraliere. Comandant al regimentului era colonelul Alexandru Cratero iar ajutor maiorul Alexandru Bacalbașa. Batalioanele erau comandate de maiorii Matei Mărășescu și Ioan Berindei, conducere care va rămâne în această formulă până la începutul Primului Război Mondial.:p. 174:p. 218

## Primul Război Mondial
La 14/27 august 1916, în momentul intrării României în război, Regimentul 38 Infanterie era dislocat cu cele trei batalioane active în Dobrogea, în zona Cernavodă, unde executa lucrări de fortificații pentru apărarea capului de pod de aici. :p. 41 În același timp, Batalionul IV (de rezervă) se găsea concentrat la Silistra. Odată cu izbucnirea războiului, acest batalion a fost scos din organica regimentului și subordonat Diviziei 9 Infanterie.:p. 190
După pierderea Bătăliei de la Turtucaia, forțele române din Dobrogea au fost reorganizate, regimentul fiind scos, la 24 august/6 septembrie 1916, din organica Brigăzii 20 Infanterie și resubordonat Brigăzii 40 Infanterie din Divizia 9 Infanterie, împreună cu celălalt regiment brăilean Regimentul 78 Infanterie. Cu acest prilej, ambele regimente primeau din nou în organică Batalioanele IV. :p. 190.
Regimentul Neagoe Basarab No. 38, a participat la acțiunile militare din Dobrogea, în cadrul Diviziei 9 Infanterie, până la data de 13/26 octombrie, luând parte la luptele de la Stâlpu, Cocargeaua, Tuzla, Valul lui Traian, Cernavodă, Muratan și Cobadin. :p. 45:pp. 358-385
Ca urmare a pierderii capacității combative, Diviziile 9 și 19 Infanterie sunt contopite la 13/26 octombrie  1916 în Divizia 9/19 Infanterie, care este scoasă de pe front la 20 octombrie/2 noiembrie și trecută în refacere în zona orașului Brăila. :p. 149 La 12/25 noiembrie 1916 regimentul, împreună cu toată Divizia 9/19 Infanterie a fost îmbarcat cu destinația Găești, luând parte ulterior la Operația de pe Ageș și Neajlov. :p. 230 Cele mai importante lupte la care a participat regimentul au fost cele de pe râul Argeș, în sectorul vest Călugăreni, Bălăria, Bulbucata, Stănești, Gorneni, cota 84 și km 24 de pe șoseaua Giurgiu-Bucuresti. :p. 46 :pp. 73-81

## Al Doilea Război Mondial
Regimentul 38 Infanterie a fost mobilizat din nou în iunie 1941, participând la acțiunile militare pe toată perioada celui de-Al Doilea Război Mondial, între 22 iunie 1941 - 9 mai 1945, în cadrul Brigăzii 10 Infanterie din Divizia 10 Infanterie.:pp. 9-10:p. 311

## Distincții și recunoașteri
- Ordinul „Steaua României”, (1918)

## Comandanți
1. Locotenent-colonel Ioaneli Popescu: 1 octombrie 1911-1 aprilie 1912[8]:p. 118
2. Colonel Tiberiu Robescu: 1 aprilie 1912-1 aprilie 1913[9]:p. 160
3. Locotenent-colonel Ioan Racoviță: 1 aprilie 1913-1 aprilie 1914[7]:p. 36
4. Colonel Alexandru Cratero: 1 aprilie 1914-14 august 1916[10]:p. 220[11]:p. 218
5. Locotenent-colonel Alexandru Bacalbașa: 14 august 1916-1 noiembrie 1916[17]
6. Locotenent-colonel Gheorghe Cornescu: 1 martie 1917-1 noiembrie 1918[18]:p. 49
7. Locotenent-colonel Victor Fodoreanu: 1 noiembrie 1918-? [19]:p. 48
8. Locotenent-colonel Banu Florescu: ?-1920 [20]:p. 23
9. Locotenent-colonel Ioan Teodorescu: 1921-? (provizoriu)[21]:p. 263
10. Locotenent-colonel Iulius Weber: 1924-1926 (provenit din armata austro-ungară)[22]:p. 28[23]:p. 28
11. Colonel Gheorghe Avramescu: 1 octombrie 1928-1 octombrie 1931[7]:p. 91
12. Colonel Gabriel Vlad: înainte de 23 august 1944-1 octombrie 1945[7]:p. 98